# Exécution des prisonniers politiques iraniens de 1988
Au cours de l'été 1988, la République islamique d'Iran organise l'exécution de plusieurs milliers de prisonniers politiques, pour la plupart membres de l'Organisation des moudjahiddines du peuple iranien, mais également des membres des partis Tudeh, Fadaian, Rahe Kargar, Komala et PDKI.
Certaines organisations, telles que Human Rights Watch, considèrent ces exécutions sommaires comme un crime contre l'humanité tel que le qualifie le droit international. De même, l'ayatollah Hossein Ali Montazeri, dans ses mémoires, le dénonce comme crime contre l'humanité et cite certains responsables.

## Fatwa de condamnation à mort des prisonniers politiques
Le 28 août 1988, quelques jours après la fin de la guerre Iran-Irak, le fondateur de la République Islamique d'Iran, l'ayatollah Khomeini, émet un décret religieux (fatwa), ordonnant l'exécution de tous les moudjahidines du peuple emprisonnés, :
« Traduction :

Considérant :
1. Les membres des moudjahidines ne sont pas des croyants (musulmans) alors qu'ils le prétendent [...]
2. Les actions militaires qu'ils organisent de manière systématique aux frontières nord, ouest et sud de l'Iran
3. Leur collaboration avec Saddam Hussein au cours de la guerre contre l'Irak
4. Leurs actions d'espionnage à l'encontre de l'Iran
5. Leurs connexions avec les forces Occidentales œuvrant contre l'indépendance de l'Iran

Tous les membres des moudjahidines du peuple emprisonnés qui soutiennent l'organisation des moudjahidines du peuple et ses buts sont considérés comme des militants ennemis et doivent être exécutés. »
Cette fatwa est notamment émise en réaction à l'Opération Mersad, dernière opération militaire de la guerre Iran-Irak menée par 7 000 membres de l'Organisation des moudjahiddines du peuple iranien ainsi que par le gros de l'armée irakienne contre l'Iran, et déclenchée après le cessez-le-feu signé le 20 juillet 1988 par les deux pays. Elle se solde par un échec cuisant.
Face à une application si large de la peine de mort, des responsables de son application, tel que l'Ayatollah Abdul-Karim Mousavi Ardebili contactent Khomeini pour se faire confirmer les modalités. Interrogé sur l'inclusion de l'ensemble des moudjahidines ou sur la limitation aux seuls déjà condamnés à mort, Khomeini confirme que « si la personne à une quelconque étape ou à un quelconque moment maintient son soutien au Moudjahidine, la peine est la mort. ».

## Déroulement des exécutions

### Mise en place de comités d'exécution
Le lendemain de la publication de la fatwa sont mis en place des comités d'exécution, surnommés « comités de la mort »,,, dans les prisons et les capitales provinciales. Ils sont composés d'un juge islamique, un représentant du ministère du renseignement et un procureur de l'État. A Téhéran, ce comité est composé de Hossein Ali Nayyeri (juge islamique qui sera par la suite promu chef adjoint du système judiciaire), Morteza Eshraqi (alors procureur général de Téhéran et futur juge à la cour suprême) et Mostafa Pour-Mohammadi, (jeune procureur de la Cour révolutionnaire dans les provinces du Hormozgan et Khorassan, représentant du ministère du renseignement et futur ministre d'Ahmadinedjad et de Rohani). Eshraqi est parfois remplacé par son adjoint, Ebrahim Raïssi, futur président de la République islamique d'Iran.

### Première vague
La première vague d'exécution sommaire concerne les moudjahidines, hommes comme femmes. Amenés devant Des comités d'exécution, sans connaître le but de l'interrogatoire, ils doivent répondre la plupart du temps à la question « À quel parti appartiens-tu ? ». Ceux répondant par les « Mojahedin » (moudjahidines) sont immédiatement emmenés. Ceux répondant par les « Monafeqin », la désignation signifiant « traîtres » utilisés par le gouvernement, voient leur dossier étudié par les comités et l'interrogatoire se poursuivre. Les membres du comité cherchent alors à déterminer si le prisonnier se repent, avec des questions comme : « Que pensez-vous de la République islamique ? », « Seriez-vous prêt à dénoncer des faux repentants ? ». Dans le cas où ils ne sont pas satisfaits des réponses, les prisonniers sont immédiatement exécutés, dans la plupart des cas par pendaison, ou des pelotons d'exécution.
En moyenne, ce sont plusieurs centaines d'exécutions par jour qui ont lieu en août et septembre 1988, atteignant le record de 8 000 pendus en deux semaines. Aux prisons d'Evin et Gohardasht à Téhéran, le régime exécute, par pendaison à des grues, 33 personnes toutes les demi-heures de 7 h 30 à 17 h.
Dans le même temps, les visites des familles aux prisonniers ainsi que l'accès des médias sont interdits.
Le décret, pris à l'origine à l'encontre de l'Organisation des moudjahiddines du peuple iranien, organisation islamo-marxiste de lutte armée réfugiée en Irak, va s'étendre contre tous les prisonniers politiques indistinctement : marxistes, monarchistes, Iraniens d'ethnies minoritaires, etc.
La première vague atteint son terme le 15 août 1988, date où l'ayatollah Montazeri parvient à convaincre le comité de la mort de Téhéran d'arrêter les exécutions, arguant qu'il n'est pas dans la tradition d'exécuter des prisonniers durant le mois de Mouharram. Néanmoins, il est aussi possible que l'arrêt des exécutions à compter de la mi-août soit dû au fait qu'il ne reste plus de moudjahidines à exécuter.

### Seconde vague
Le 26 août 1988 démarre la seconde vague, qui inclut les prisonniers de gauche et des libéraux, conduisant à de nombreuses exécutions ou tortures. Cette deuxième vague va alors bien au-delà de la fatwa initiale, qui ne visaient que les moudjahidines du peuple, désignés dans le document sous le terme non ambigu de « monafeqin » et seuls à s'être alliés avec le gouvernement de Saddam Hussein durant la guerre. Montazeri suggère qu'une deuxième fatwa secrète puisse avoir été émise mais non révélée.
Lors de leur convocation devant le comité, les prisonniers, bien souvent des marxistes, se voient demander s'ils sont musulmans, s'ils croient en Dieu, s'il prient et quand. Les comités débattent, vérifient leurs références familiales en matière de religion pour établir leur peine. Les prisonniers considérés comme apostats pouvaient être condamnés à 5 coups de fouets par jour jusqu'à ce qu'ils prient correctement pour les femmes, ou à la peine de mort pour les hommes.
Les exécutions ont eu lieu dans pratiquement toutes les villes iraniennes, province comprise, même si les massacres principaux ont eu lieu à Téhéran.

### La mémoire interdite
À la suite des exécutions, aucune information n'est donnée aux familles des exécutés sur le lieu de leur sépulture, et ordre leur est donné de ne pas chercher à réaliser de cérémonie funéraire ou de chercher à localiser les tombes.
A Téhéran, les corps des victimes sont expédiées par convois nocturnes vers un terrain vague du quartier Khavaran dans le Sud de la capitale, jetés dans des fosses communes, et enterrés à la hâte. Certains habitants, à la recherche de membre de leurs familles, creusent et découvrent de nombreux corps.
Par la suite, des familles de victimes se réunissent à Khavaran tous les ans le premier vendredi du mois de septembre pour commémorer les massacres.
En 2009, les autorités iraniennes procèdent à la destruction de centaines de tombes et de fosses communes à Kharavan, empêchant l'identification des corps jusqu'alors interdite. Amnesty International affirme craindre que « ces actions des autorités iraniennes ne visent à détruire des preuves de violations des droits humains et à priver les familles des victimes des massacres de 1988 de leur droit à la vérité, à la justice et à des réparations. ».

## Bilan humain
Amnesty International estime le nombre des exécutions à 2 500 en 1990 quelques mois après les événements. Depuis, la collecte d'informations auprès des familles, que ce soit par les partis politiques dont les membres étaient concernés ou par des initiatives de droits de l'homme a permis de dresser une liste nominative de 4 000 à 5 000 victimes.
L'ayatollah Hossein Ali Montazeri parle de près d'entre 2 800 et 3 800 personnes exécutées à la fin de la première quinzaine d'exécutions,.
Le Parti des Moudjahidine-e Kalq chiffre, lui, le massacre à 30 000, chiffre bien supérieur aux estimations avancées ailleurs. Une étude de 1996 qui tente de rassembler les données dans les différentes provinces conclut au chiffre de 12 000.

## Réactions

### Au sein de l'Iran
Le 31 juillet, l'ayatollah Montazeri, successeur désigné du guide de la révolution Khomeini, proteste auprès de ce dernier, décrivant la fatwa « d'acte de vengeance », et mentionne que les exécutions sommaires nuiront à la République et feront des victimes des martyrs,. À la suite de cette prise de position, Montazeri perdra son statut et sera forcé de démissionner quelques mois plus tard.